# Hélio Rubens Garcia Filho
Hélio Rubens Garcia Filho, connu sous le nom de Hélinho, né le 12 mai 1975 à Franca, dans l'État de São Paulo, au Brésil, est un joueur brésilien de basket-ball. Il évolue au poste de meneur.

## Palmarès
- Champion d'Amérique du Sud 1999
- Vainqueur des Jeux panaméricains de 1999
- 3e des Goodwill Games 2001
- Champion du Brésil 1997, 1998, 1999, 2001, 2002, 2004